# Mane Kawan
Mane Kawan is een bestuurslaag in het regentschap Aceh Utara van de provincie Atjeh, Indonesië. Mane Kawan telt 674 inwoners (volkstelling 2010).